# Andreas Hanche-Olsen
Andreas Hanche-Olsen (17 januari 1997) is een Noors voetballer die doorgaans als verdediger speelt. Hij verruilde KAA Gent in januari 2023 voor FSV Mainz. Hanche-Olsen debuteerde in 2020 in het Noors voetbalelftal.

## Clubcarrière
Hanche-Olsen genoot zijn jeugdopleiding bij Øvrevoll Hosle IL en Stabæk Fotball. Bij die laatste club maakte hij in het seizoen 2015 voor het eerst zijn opwachting in de wedstrijdselectie van het eerste elftal. Op 10 juli 2016 maakte hij zijn officiële debuut, in een competitiewedstrijd tegen Lillestrøm SK. Daarin viel hij in de blessuretijd in voor Ernest Asante. Hanche-Olsen werd op zijn 21e aangesteld als aanvoerder van Stabæk Fotball. Hij speelde hiermee in ruim vier jaar 111 wedstrijden op het hoogste Noorse niveau. Zijn teamgenoten en hij moesten in zowel 2016 als 2018 degradatie afwenden via de play-offs, maar dat lukte beide keren.
Hanche-Olsen stond in de zomertransferperiode van 2020 op de radar van Standard Luik. Later raakte ook de interesse van KAA Gent bekend. Uiteindelijk tekende hij in oktober voor KAA Gent, dat 800.000 euro betaalde voor hem. Hij debuteerde er op 17 oktober 2020 in een competitiewedstrijd Cercle Brugge-KAA Gent (5-2-verlies). Hanche-Olsen maakte in zijn debuutwedstrijd meteen zijn eerste doelpunt voor Gent. Hij was bij de Belgische club van meet af aan een onbetwiste basisspeler. Zo speelde hij in twee jaar 68 wedstrijden in de Eerste klasse, waarvan 66 vanaf het begin. Hanche-Olsen speelde in 2020 met Gent ook zijn eerste wedstrijden in een Europees clubtoernooi, in de Europa League. Hij won in 2021/22 de nationale beker met de Belgische club. Hij viel in de finale tegen Anderlecht in de verlenging in en benutte een strafschop in de beslissende penaltyserie.
Hanche-Olsen speelde op 6 oktober 2022 zijn laatste wedstrijd voor Gent, tegen Djurgårdens. Hij liep daarin een schouderblessure op die hem de rest van het jaar kostte. Hij tekende in januari 2023 vervolgens voor 3,5 jaar bij FSV Mainz.

## Clubstatistieken
| Seizoen         | Club            | Competitie      | Competitie | Competitie | Beker | Beker | Europees | Europees | Totaal | Totaal |
| Seizoen         | Club            | Competitie      | Wed.       | Dlp.       | Wed.  | Dlp.  | Wed.     | Dlp.     | Wed.   | Dlp.   |
| --------------- | --------------- | --------------- | ---------- | ---------- | ----- | ----- | -------- | -------- | ------ | ------ |
| 2015            | Stabæk Fotball  | Tippeligaen     | 0          | 0          | 0     | 0     | —        | —        | 0      | 0      |
| 2016            | Stabæk Fotball  | Tippeligaen     | 13         | 1          | 0     | 0     | 0        | 0        | 13     | 1      |
| 2017            | Stabæk Fotball  | Eliteserien     | 28         | 1          | 5     | 0     | —        | —        | 33     | 1      |
| 2018            | Stabæk Fotball  | Eliteserien     | 23         | 0          | 3     | 0     | —        | —        | 26     | 0      |
| 2019            | Stabæk Fotball  | Eliteserien     | 29         | 2          | 4     | 0     | —        | —        | 33     | 2      |
| 2020            | Stabæk Fotball  | Eliteserien     | 18         | 3          | 0     | 0     | —        | —        | 18     | 3      |
| Club Totaal     | Club Totaal     | Club Totaal     | 111        | 7          | 12    | 0     | 0        | 0        | 123    | 7      |
| 2020/21         | KAA Gent        | Eerste klasse   | 31         | 1          | 3     | 0     | 5        | 0        | 39     | 1      |
| 2021/22         | KAA Gent        | Eerste klasse   | 37         | 1          | 6     | 0     | 12       | 0        | 55     | 1      |
| 2022/23         | KAA Gent        | Eerste klasse   | 8          | 0          | 1     | 0     | 4        | 0        | 13     | 0      |
| Club Totaal     | Club Totaal     | Club Totaal     | 76         | 2          | 10    | 0     | 21       | 0        | 107    | 2      |
| 2022/23         | FSV Mainz 05    | Bundesliga      | 11         | 0          | 1     | 0     | —        | —        | 12     | 0      |
| Club Totaal     | Club Totaal     | Club Totaal     | 11         | 0          | 1     | 0     | 0        | 0        | 12     | 0      |
| Carrière totaal | Carrière totaal | Carrière totaal | 198200     | 9          | 23    | 0     | 21       | 0        | 242    | 9      |

Bijgewerkt op 21 juni 2021.

## Interlandcarrière
Hanche-Olsen speelde twaalf wedstrijden voor Noorwegen –21, het eerste nationale jeugdteam waarvoor hij uitkwam. Hij behoorde op 7 september 2020 voor het eerst tot de selectie van het Noors voetbalelftal. Dat speelde toen in de UEFA Nations League tegen Noord-Ierland. Hij bleef heel de wedstrijd op de bank. Hanche-Olsen werd twee maanden later opnieuw opgeroepen voor het nationale team, eveneens voor een wedstrijd in de Nations League, nu tegen Oostenrijk. Zijn selectie kwam tot stand doordat het voltallige nationale team in quarantaine moest nadat een speler positief had getest op COVID-19. Daardoor werd er ter vervanging een heel nieuw team opgeroepen. Zo maakte hij op 18 november 2020 zijn interlanddebuut, tegen Oostenrijk. Hanche-Olsen behoorde vanaf juni 2021 regelmatig tot de Noorse selectie. Hij was dat jaar basisspeler in onder meer vijf WK-kwalificatiewedstrijden.
| Interlands van Andreas Hanche-Olsen | Interlands van Andreas Hanche-Olsen | Interlands van Andreas Hanche-Olsen | Interlands van Andreas Hanche-Olsen | Interlands van Andreas Hanche-Olsen | Interlands van Andreas Hanche-Olsen |
| No.                                 | Datum                               | Wedstrijd                           | Uitslag                             | Soort Wedstrijd                     | Doelpunten                          |
| Als speler bij KAA Gent             | Als speler bij KAA Gent             | Als speler bij KAA Gent             | Als speler bij KAA Gent             | Als speler bij KAA Gent             | Als speler bij KAA Gent             |
| ----------------------------------- | ----------------------------------- | ----------------------------------- | ----------------------------------- | ----------------------------------- | ----------------------------------- |
| 1.                                  | 18 november 2020                    | Oostenrijk – Noorwegen              | 1 – 1                               | UEFA Nations League 2020/21         | -                                   |
| 2.                                  | 2 juni 2021                         | Noorwegen – Luxemburg               | 1 – 0                               | Vriendschappelijk                   | -                                   |
| 3.                                  | 6 juni 2021                         | Noorwegen – Griekenland             | 1 – 2                               | Vriendschappelijk                   | -                                   |
| 4.                                  | 1 september 2021                    | Noorwegen – Nederland               | 1 - 1                               | Kwalificatie WK 2022                | -                                   |
| 5.                                  | 7 september 2021                    | Noorwegen – Gibraltar               | 5 - 1                               | Kwalificatie WK 2022                | -                                   |
| 6.                                  | 8 oktober 2021                      | Turkije – Noorwegen                 | 1 - 1                               | Kwalificatie WK 2022                | -                                   |
| 7.                                  | 22 oktober 2021                     | Noorwegen – Montenegro              | 2 - 0                               | Kwalificatie WK 2022                | -                                   |
| 8.                                  | 16 november 2021                    | Nederland – Noorwegen               | 2 - 0                               | Kwalificatie WK 2022                | -                                   |
| Totaal                              | Totaal                              | Totaal                              | Totaal                              | Totaal                              | –                                   |

Bijgewerkt tot 21 juni 2021

## Erelijst
| Beker van België | 1x | 2021/22 |

1 Rieß ·
2 Mwene ·
3 Jenz ·
4 Barkok ·
5 Leitsch ·
6 Sano ·
7 Lee ·
8 Nebel ·
9 Onisiwo ·
11 Sieb ·
14 Hong ·
16 Bell ·
17 Vidović ·
18 Amiri ·
19 Caci ·
21 Da Costa ·
22 Veratschnig ·
25 Hanche-Olsen ·
27 Zentner ·
29 Burkardt ·
30 Widmer  ·
31 Kohr ·
33 Batz ·
41 Shabani ·
44 Weiper ·
47 Dal ·
Coach: Henriksen
· Assistent-coach: Silberbauer